# 梁书
| 中國二十四史 | 中國二十四史   | 中國二十四史 | 中國二十四史 | 中國二十四史 |
| 次序         | 書名           | 作者         | 作者         |              |
| 次序         | 書名           | 姓名         | 時代         |              |
| ------------ | -------------- | ------------ | ------------ | ------------ |
| 1            | 史记           | 司馬遷       | 西漢         |              |
| 2            | 汉书           | 班固         | 東漢         |              |
| 3            | 后汉书         | 范曄         | 劉宋         |              |
| 4            | 三國志         | 陈寿         | 西晋         |              |
| 5            | 晋书           | 房玄龄等     | 唐           |              |
| 6            | 宋书           | 沈约         | 蕭梁         |              |
| 7            | 南齐书         | 萧子显       | 蕭梁         |              |
| 8            | 梁书           | 姚思廉       | 唐           |              |
| 9            | 陈书           | 姚思廉       | 唐           |              |
| 10           | 魏书           | 魏收         | 北齐         |              |
| 11           | 北齐书         | 李百药       | 唐           |              |
| 12           | 周书           | 令狐德棻等   | 唐           |              |
| 13           | 南史           | 李延寿       | 唐           |              |
| 14           | 北史           | 李延寿       | 唐           |              |
| 15           | 隋书           | 魏徵等       | 唐           |              |
| 16           | 旧唐书         | 刘昫等       | 后晋         |              |
| 17           | 新唐书         | 欧阳修等     | 北宋         |              |
| 18           | 旧五代史       | 薛居正等     | 北宋         |              |
| 19           | 新五代史       | 欧阳修       | 北宋         |              |
| 20           | 宋史           | 脱脱等       | 元           |              |
| 21           | 辽史           | 脱脱等       | 元           |              |
| 22           | 金史           | 脱脱等       | 元           |              |
| 23           | 元史           | 宋濂等       | 明           |              |
| 24           | 明史           | 张廷玉等     | 清           |              |
| 相關         | 東觀漢記       | 劉珍等       | 東漢         |              |
| 相關         | 新元史         | 柯劭忞       | 民國         |              |
| 相關         | 清史稿         | 趙爾巽等     | 民國         |              |
| 相關         | 點校本二十四史 | 顧頡剛等     | 共和國       |              |

《梁書》，唐朝人姚思廉著，纪传体记载南朝梁朝史。书成于貞觀十年（636年），共56卷。上自502年梁武帝萧衍称帝，止於557年陈霸先灭梁。

## 過程
最早蕭子顯寫有《普通北伐記》五卷，蕭韶寫有《梁太清记》十卷，沈约寫有《武帝本纪》十四卷，周興嗣寫有《梁皇帝实录》五卷。許亨寫成《梁史》五十八卷。梁代謝昊又有《梁書》四十九卷，陳代何之元和隋代劉璠各成《梁典》三十卷。
姚思廉之父姚察在隋时有旧稿，大业二年（606年）姚察死，嘱其子思廉續書，贞观三年（629年）思廉奉命修史，房玄齡和魏徵為總監修，並采謝昊、顧野王諸家舊作，贞观十年（636年）書成。《梁書》纪六卷、列传五十卷，无表、无志，有二十六卷卷末論讚稱“陳吏部尚書姚察曰”。
另在列传中新创《止足列传》，记述功成身退的士大夫的事迹。

## 特點和志表
該書特點之一為引用文以外的部份不以當時流行的駢體文，而以散文書寫。
後人據相關史料補作《梁書》的志表，清人萬斯同《歷代史表》中有《梁諸王世表》、《梁將相大臣年表》各1卷，洪齮孫《補梁疆域志》4卷。

## 内容

### 本紀
1. 卷一·本紀第一 - 武帝上
2. 卷二·本紀第二 - 武帝中
3. 卷三·本紀第三 - 武帝下
4. 卷四·本紀第四 - 簡文帝
5. 卷五·本紀第五 - 元帝
6. 卷六·本紀第六 - 敬帝

### 列传
注：有*者為姚察撰論
1. 卷七·列传第一 皇后 - 太祖張皇后・高祖郗皇后・太宗王皇后・高祖丁貴嬪・高祖阮修容・世祖徐妃
2. 卷八·列传第二* - 昭明太子・哀太子・愍怀太子
3. 卷九·列传第三* - 王茂・曹景宗・柳慶遠
4. 卷十·列传第四* - 蕭穎達・夏侯詳・蔡道恭・楊公則・鄧元起
5. 卷十一·列传第五* - 張弘策・鄭紹叔・呂僧珍
6. 卷十二·列传第六* - 柳惔・席闡文・韋叡
7. 卷十三·列传第七* - 范雲・沈約・沈旋
8. 卷十四·列传第八* - 江淹・任昉
9. 卷十五·列传第九* -  謝朏
10. 卷十六·列传第十* -  王亮・張稷・王瑩
11. 卷十七·列传第十一* - 王珍国・馬仙琕・張齐
12. 卷十八·列传第十二* - 張惠紹・馮道根・康絢・昌義之
13. 卷十九·列传第十三* - 宗夬・劉坦・乐藹
14. 卷二十·列传第十四 - 劉季連・陳伯之
15. 卷二十一·列传第十五 - 王瞻・王志・王峻・王暕・王泰・王份・張充・柳惲・蔡撙・江蒨
16. 卷二十二·列传第十六 太祖五王 - 臨川王宏・安成王秀・南平王偉・鄱陽王恢・始興王憺
17. 卷二十三·列传第十七 - 長沙嗣王業・永陽嗣王伯游・衡陽嗣王元簡・桂陽嗣王象
18. 卷二十四·列传第十八 - 蕭景
19. 卷二十五·列传第十九* - 周捨・徐勉
20. 卷二十六·列传第二十 - 范岫・傅昭・蕭琛・陸杲
21. 卷二十七·列传第二十一* - 陸倕・到洽・明山賓・殷鈞・陸襄
22. 卷二十八·列传第二十二 - 裴邃・夏侯亶・韋放
23. 卷二十九·列传第二十三 高祖三王 - 南康王績・廬陵威王续・邵陵攜王綸
24. 卷三十·列传第二十四* - 裴子野・顧協・徐摛・鮑泉
25. 卷三十一·列传第二十五 - 袁昂
26. 卷三十二·列传第二十六 - 陳慶之・蘭欽
27. 卷三十三·列传第二十七* - 王僧孺・張率・劉孝綽・王筠
28. 卷三十四·列传第二十八* - 張緬
29. 卷三十五·列传第二十九* - 蕭子恪
30. 卷三十六·列传第三十 - 孔休源・江革
31. 卷三十七·列传第三十一* - 謝举・何敬容
32. 卷三十八·列传第三十二* - 朱异・賀琛
33. 卷三十九·列传第三十三 - 元法僧・元樹・元愿达・王神念・羊侃・羊鴉仁
34. 卷四十·列传第三十四* - 司馬褧・到溉・劉顯・劉之遴・許懋
35. 卷四十一·列传第三十五 - 王規・王承・褚翔・蕭介・褚球・劉孺・劉潛・殷芸・蕭幾
36. 卷四十二·列传第三十六* - 臧盾・傅岐
37. 卷四十三·列传第三十七 - 韋粲・江子一・張嵊・沈浚・柳敬礼
38. 卷四十四·列传第三十八 太宗十一王・世祖二子
39. 卷四十五·列传第三十九 - 王僧辯
40. 卷四十六·列传第四十 - 胡僧祐・徐文盛・杜崱・陰子春
41. 卷四十七·列传第四十一 孝行 - 滕曇恭・沈崇傃・荀匠・庾黔婁・吉翂・甄恬・韓懷明・劉曇淨・何炯・庾沙彌・江紑・劉霽・褚脩・謝藺
42. 卷四十八·列传第四十二 儒林* - 伏曼容・何佟之・范縝・嚴植之・賀瑒・司馬筠・卞華・崔靈恩・孔僉・盧廣・沈峻・太史叔明・孔子袪・皇侃
43. 卷四十九·列传第四十三 文学上* - 到沆・丘迟・劉苞・袁峻・庾於陵・劉昭・何遜・鍾嶸・周興嗣
44. 卷五十·列传第四十四 文学下* - 劉峻・謝幾卿・劉勰・王籍・何思澄・劉杳・謝徵・臧嚴・伏挺・庾仲容・陸雲公・任孝恭・顏協
45. 卷五十一·列传第四十五 处士* - 何点・阮孝緒・陶弘景・諸葛璩・沈顗・劉慧斐・范元琰・劉訏・劉歊・庾詵・張孝秀・庾承先
46. 卷五十二·列传第四十六 止足 - 顧憲之・陶季直・蕭眎素
47. 卷五十三·列传第四十七 良吏* - 庾蓽・沈瑀・范述曾・丘仲孚・孫謙・伏暅・何遠
48. 卷五十四·列传第四十八 諸夷 - 林邑国・扶南国・盤盤國・丹丹国・干陁利国・狼牙修国・婆利国・中天竺国・師子國・高句驪・百济・新羅・倭・文身国・大漢國・扶桑国・河南王国・高昌国・滑国・周古柯国・呵跋檀国・胡蜜丹国・白題國・龟兹・于闐・渴盤陀國・末国・波斯国・宕昌国・鄧至國・武興國・芮芮国
49. 卷五十五·列传第四十九  - 豫章王綜・武陵王紀・臨賀王正德・河東王譽
50. 卷五十六·列传第五十  - 侯景・王偉

## 延伸阅读
[在维基数据编辑]
 在维基文库阅读本作品原文（ 在维基共享资源阅览影像）
 《梁書 (四庫全書本)》
 《欽定古今圖書集成·理學彙編·經籍典·梁書部》，出自陈梦雷《古今圖書集成》